# Schizonycha fuscescens
Schizonycha fuscescens är en skalbaggsart som beskrevs av Blanchard 1851. Schizonycha fuscescens ingår i släktet Schizonycha och familjen Melolonthidae. Inga underarter finns listade i Catalogue of Life.